# Chandrapada
Chandrapada es una  ciudad censal situada en el distrito de Palghar en el estado de Maharashtra (India). Su población es de 7750 habitantes (2011). Se encuentra a 28 km de Thane y a 49 km de Bombay.

## Demografía
Según el censo de 2011 la población de Chandrapada era de 7750 habitantes, de los cuales 4037 eran hombres y 3713 eran mujeres. Chandrapada tiene una tasa media de alfabetización del 85,07%, superior a la media estatal del 82,34%: la alfabetización masculina es del 91,77%, y la alfabetización femenina del 77,70%.